# František Zyka
František Zyka (ur. 3 marca 1902 w Pradze, zm. ?) – czechosłowacki lekkoatleta, długodystansowiec.
Podczas igrzysk olimpijskich w Amsterdamie (1928) zajął 33. miejsce w maratonie.
Reprezentował klub Sparta Praga.

## Rekordy życiowe
- Bieg maratoński – 2:48:52 (1928)